# Mont Tmole
Le mont Tmole (en grec : Τμώλος ; en latin : Tmolus) Tmolos, Tmolus ou Timolus est une montagne de Lydie, dans l'Ouest de la Turquie, à la limite des provinces turques actuelles de Manisa et d'İzmir, séparant les bassins des fleuves Küçük Menderes (Caÿstre) au sud et Gediz (Hermos) au nord. 
Cette chaîne de montagnes s'appelle actuellement Boz Dağlar en turc (« montagnes argentés/grises »). Elle s'étend sur environ 130 km du golfe d'İzmir à la plaine d'Alaşehir. Ce massif est célèbre en raison de la rivière Pactole qui y prend sa source, tout comme un autre cours d'eau connu depuis l'Antiquité : le fleuve Caystre dont la source se situe sur la face orientale de son point culminant. Théophraste, dans son Traité des pierres, rapporte que chez les Lydiens, le mot bašan désignait des pierres que l'on trouvait dans le lit du Tmolos et qui servaient à établir le titre de l'or. 

## Mythologie
D'après Plutarque, le mont Tmole s'appelait Carmanorion (en grec ancien : Καρμανόριον), du nom d'un fils de Dionysos, qui mourut de la blessure que lui fit un sanglier à la chasse. Son nom de Tmolos lui vient d'un roi de Lydie appelé Tmolos, fils d'Arès tombé amoureux d'une nymphe, Arrhipé, qu'il viole dans un temple d'Artémis. La nymphe se suicide et la déesse Artémis punit le coupable qui s'empale sur des pieux acérés. Le fils du roi donne le nom de son père à la montagne pour l'honorer,.

## Richesses du mont Tmole

### Dans l'Antiquité
Minéraux
Les auteurs grecs et latins ont célébré les richesses du mont Tmole. La richesse en or, ou plus précisément en électrum a fait la réputation de la montagne et du Pactole, mais dès le Ier siècle av. J.-C. cette ressource était épuisée. La région fournissait un autre minerai que Strabon (57 av. J.-C.-avant 25 apr. J.-C.) appelle pseudargyre (en grec : ψευδάργυρος, pseudo-argent) à l'état natif. Plutarque de Chéronée fait aussi état d'un minéral merveilleux qu'il appelle arurophylax (en grec : arouraphylax, ἀρουραφύλαξ, « gardien de la terre (labourée) » ?) : 

« Toutes les fois que des voleurs s'en approchent, cette pierre rend le son d'une trompette, et les voleurs, qui se croient poursuivis, s'enfuient et tombent dans des précipices. L'endroit où ils meurent ainsi d'une mort violente est appelé la prison du Pactole. »

Un autre produit merveilleux du mont Tmole, au dire de Plutarque, est la plante dont les fleurs sont couleur de pourpre, appelée chrysopole (en grec : χρυσοπόλη) qui aurait permis aux Lydiens de reconnaître l'or des alliages :

« Pour éprouver si l'or est pur. Pendant qu'il est en fusion, ils en approchent cette plante ; et si l'or est sans alliage, les feuilles de la chrysopole se dorent et retiennent la substance de ce métal ; mais s'il est altéré, elles rejettent cette matière dégénérée. »

Produits agricoles
La montagne était réputée pour être giboyeuse. C'est au cours d'une partie de chasse que le roi Tmolos a eu son aventure.
D'après le poète latin Virgile, le mont Tmole était aussi une source de safran : « Ne vois-tu pas comme le Tmolus nous envoie ses crocus odorants », et de vins réputés.